# 斯拉韋茨河
斯拉韋茨河（烏克蘭語：Славець），是烏克蘭的河流，位於該國西南部切爾諾夫策州，屬於米希德拉河的右支流，發源自貝雷霍梅特以東，流經維日尼察區，河道全長13公里，流域面積23平方公里。